# Joseph D. Charles
Joseph D. Charles (* 15. November 1907 in Limbé; † 1966) war ein haitianischer Jurist und Diplomat.
Joseph Charles studierte am College de Notre Dame du Perpétuel Secours in Cap-Haïtien und wurde 1928 an der Ecole de Droit in Cap-Haïtien promoviert. Er arbeitete zunächst bei der Stadtverwaltung von Cap-Haïtien, dann als Richter. Er war Professor an der Ecole de Droit und wurde 1946 Botschafter seines Landes in den USA. Später wurde er haitianischer Außenminister.